# Resultados do Carnaval de Macapá em 2007
Resultados do Carnaval de Macapá em 2007.

## Escolas de Samba
- 1º lugar: Maracatu da Favela - 278 pontos
- 2º lugar: Boêmios do Laguinho - 278 pontos
- 3º lugar: Piratas da Batucada - 277 pontos
- 4º lugar: Piratas Estilizados - 275,5 pontos
- 5º lugar: Império do Povo - 274 pontos
- 6º lugar: Solidariedade - 265,5 pontos

## Blocos da ABLOCA
- 1º - Bloco Tingatá
- 2º - Bloco da Paunela
- 3º - Bloco Tonga na Milonga
- 4º - Bloco Habeas Copos
- 5º - Bloco Gula-Gula
- 6º - Bloco Pororoca

## Blocos da LIBA
- 1º - Bloco Blocanal
- 2º - Bloco Mancha Negra
- 3º - Bloco Pau Grande